# إمري باياف
إمري باياف (بالتركية: Emre Bayav)‏ مواليد 14 يوليو 1987 في إسطنبول، هو لاعب كرة سلة تركي. بدأ مسيرته الاحترافية في سنة 2006. يبلغ طوله 6 قدم 11.5 بوصة (2.1 م). حقق المركز الأول في ألعاب البحر الأبيض المتوسط 2013.

## المسيرة الاحترافية
لعب مع أنادولو إفيس في موسم 2006–2007، ثم لعب مع كارشياكا في موسم 2007–2008، ثم لعب مع داروشافاكا في موسم 2008–2009، ثم لعب مع ألياغا بتكيم في موسم 2009–2010، ثم لعب مع كارشياكا من سنة 2010 إلى 2012، ثم لعب مع إردميرسبور في موسم 2012–2013، ثم لعب مع عنتاب لكرة السلة في الدوري التركي في موسم 2013–2014، ثم لعب مع بشكتاش لكرة السلة في موسم 2015–2016.

## الميداليات
| الميدالية | المسابقة                        |
| --------- | ------------------------------- |
| ذهبية     | ألعاب البحر الأبيض المتوسط 2013 |

## روابط خارجية
- إمري باياف على موقع الاتحاد الدولي لكرة السلة (الإنجليزية)
- إمري باياف على موقع كرة السلة الأوروبية.كوم (الإنجليزية)
- إمري باياف على موقع ريلجم (الإنجليزية)
- إمري باياف على موقع بروبوليرز (الإنجليزية)
- إمري باياف على موقع سبورتس رفرنس (الإنجليزية)